# Pascal Bader (Politiker)
Pascal Bader (* 1970 in Ulm) ist ein parteiloser deutscher Politiker. Er ist seit 2020 Oberbürgermeister der Stadt Kirchheim unter Teck.

## Leben
Bader wuchs in Aalen auf und machte dort am Theodor-Heuss-Gymnasium sein Abitur. Von 1989 bis 1994 studierte er Ökonomie an der Universität Augsburg, er machte seinen Abschluss als Diplomökonom. 1994 bis 1995 leistete er Zivildienst ab. Von 1996 bis 2000 war er wissenschaftlicher Mitarbeiter am Lehrstuhl für Volkswirtschaftslehre an der Universität Augsburg. Von 1997 bis 1998 besuchte er die John F. Kennedy School of Government an der Harvard University, Cambridge, USA. 1999 wurde er an der Wirtschafts- und Sozialwissenschaftlichen Fakultät der Universität Augsburg promoviert.
2000 bis 2008 arbeitete Pascal Bader als Referent für Grundsatzfragen der Umweltpolitik und Nachhaltigkeit im Umweltministerium Baden-Württemberg. 2008 bis 2010 war er in Elternzeit. Von 2010 bis 2020 war er beim Ministerium für Umwelt, Klima und Energiewirtschaft Baden-Württemberg und seit 2015 dort Leiter des Referats Umwelttechnik, Forschung und Ökologie.
Bei der Oberbürgermeisterwahl in Kirchheim unter Teck am 1. Dezember 2019 gewann Pascal Bader mit 70,88 % der Stimmen gegen die bisherige Oberbürgermeisterin Angelika Matt-Heidecker, die nur 28,89 % der Stimmen erhielt. Am 1. März 2020 trat er das Amt an.